# André Bourlette
André ou Andrieu Bourlette est un homme politique, né à Liège vers 1500, qui fut nommé à la tête de l'intendance de l'armée du prince d'Orange, avec le titre de munitionnaire général de l'armée, lors de la première campagne de la guerre de Quatre-Vingts Ans, et qui fut exécuté à Bouillon en 1569.  

## Biographie
Accusé d'hérésie, il fut condamné, en janvier 1567, à la confiscation de ses biens et au bannissement perpétuel. Quand il recouvra la liberté en 1568, il alla à Aix-la-Chapelle, où le prince d'Orange lui confia la charge de munitionnaire en chef de son armée. À la suite de l'échec de la campagne de 1568, il est fait prisonnier en voulant gagner Sedan. Transféré à Bouillon, à la demande du Prince-Évêque de Liège Gérard de Groesbeek, il y est exécuté en juillet 1569 avec son gendre Jean de Somme.

« André Bourlette fut condamné, par les prévôt et cour souveraine de Bouillon, le 7 juillet 1569, à avoir la tête tranchée, son corps mis en quatre quartiers, pour être pendus à quatre fourches et la tête élevée sur une potence. »